# Lathromeromyia cercopicida
Lathromeromyia cercopicida är en stekelart som först beskrevs av Jean Risbec 1956.  Lathromeromyia cercopicida ingår i släktet Lathromeromyia och familjen hårstrimsteklar. Inga underarter finns listade i Catalogue of Life.